# 丸山昇一
丸山 昇一（まるやま しょういち、1948年4月6日 - ）は、日本の脚本家。映画『野獣死すべし』やテレビドラマ『探偵物語』で知られる。宮崎県南那珂郡出身。

## 経歴
兄と姉は年齢が離れており、本人曰く「一人っ子同然に育てられた」。『年鑑代表シナリオ集』（1964年版）に掲載されていた新藤兼人『鬼婆』を読み、シナリオライターを志す。高校の演劇で戯曲を2本書いたことが地元の新聞に載り、「日本演劇界の天下を取るには」ということで上京。芝居を見まくる学生時代を過ごす。
日本大学芸術学部を卒業。大学の卒業シナリオ「三匹のガニ股」が映画学科主任賞を受賞。大学卒業後はオートスライド（CM・社内教育用スライド）製作会社に就職。同社は2年で退職し、フリーのライターになる。大学4年のときに出会った猪俣勝人に師事。猪俣を通じて、当時日活の撮影所長だった黒澤満と知り合い、その黒澤の紹介により、1979年、テレビドラマ『探偵物語』でデビュー。

## フィルモグラフィー

### 映画
- 処刑遊戯（1979年）
- 野獣死すべし（1980年）
- 翔んだカップル（1980年）
- ヨコハマBJブルース（1981年）
- 汚れた英雄（1982年）
- 化石の荒野（1982年）
- 俺っちのウエディング（1983年）
- すかんぴんウォーク（1984年）
- 晴れ、ときどき殺人（1984年）
- ユー★ガッタ★チャンス（1985年）
- 友よ、静かに瞑れ（1985年）
- 紳士同盟（1986年）
- テイク・イット・イージー（1986年）
- ア・ホーマンス（1986年）
- ラブ・ストーリーを君に（1988年）
- ・ふ・た・り・ぼ・っ・ち・（1988年）
- レディ! レディ（1989年）
- ウォータームーン（1989年）
- 女がいちばん似合う職業（1990年）
- いつかギラギラする日（1992年）
- REX 恐竜物語（1993年）
- きんぴら（1990年）
- のぞき屋 NOZOKIYA（1995年）
- マークスの山（1995年）
- 傷だらけの天使（1997年）
- 無国籍の男 血の収穫（1997年）
- 犬、走る DOG RACE（1998年）
- 蘇える優作 「探偵物語」特別篇（1998年）
- 走れ!イチロー（2001年）
- 夜を賭けて（2002年）
- 凶気の桜（2002年）
- クイール（2004年）
- 鳶がクルリと（2005年）
- スケバン刑事 コードネーム=麻宮サキ（2006年）
- 蒼き狼 ～地果て海尽きるまで～（2007年）
- カメレオン（2008年）
- 行きずりの街 （2010年）
- 一度も撃ってません （2020年）

### テレビドラマ
- 探偵物語（1979年）
- 探偵同盟（1981年）
- プロハンター（1981年）
- 立花登・青春手控え（1982年）
- 瑠璃色ゼネレーション（1984年）
- あぶない刑事（1986年 - 1987年）
- 勝手にしやがれヘイ!ブラザー（1989年 - 1990年）
- 俺たちルーキーコップ（1992年）
- 蘇える金狼（1999年）
- らんぼう（2006年）

## 著書
- 『シナリオ 汚れた英雄』（1982年、角川文庫）
- 『ふたりぼっち』（1988年、集英社文庫）
- 『レディ・レディ さよならあたしの初恋さん』（1989年、集英社文庫）
- 『松田優作+丸山昇一 未発表シナリオ集』（1995年、幻冬舎）
- 『負犬道』（1997年、幻冬舎）
- 『蘇える金狼』1〜3（2000年、演劇ぶっく社）

## 関連作品
- Hard Boiled -グリフォンの幻影-（パチスロ機、2008年、サミー）- 脚本[7]

## 受賞
- 1981年 - 第2回ヨコハマ映画祭 脚本賞（『翔んだカップル』『野獣死すべし』）[8]
- 1981年 - 第6回映画ファンのための映画まつり（現・おおさかシネマフェスティバル）脚本賞
- 1988年 - 第10回ヨコハマ映画祭 脚本賞（『・ふ・た・り・ぼ・っ・ち・』『ラブ・ストーリーを君に』）[9]
- 1992年 - 第47回毎日映画コンクール 脚本賞受賞（『 いつかギラギラする日』）[10]
- 1993年 - 第16回日本アカデミー賞 優秀脚本賞（『いつかギラギラする日』）[11]
- 2021年 - 第75回毎日映画コンクール 脚本賞（『一度も撃ってません』）[12]

## 関連人物
- 黒澤満
- 松田優作
- 角川春樹
- 崔洋一
- 仙元誠三
- 村川透
- 薗田賢次